# Subergorgiidae
Subergorgiidae é uma família de corais da ordem Malacalcyonacea.

## Géneros
- Annella (Gray, 1858)
- Subergorgia (Gray, 1857)